# 城戸幡太郎
城戸 幡太郎（きど まんたろう、1893年7月1日 - 1985年11月18日）は、日本の心理学者・教育学者。北海道大学名誉教授。筆名は「秋津 豊彦」。

## 経歴
出生から修学期
1893年、愛媛県で生まれた。旧制愛媛県立松山中学校、巣園学舎、早稲田大学高等予科を経て、東京帝国大学文科大学心理学科選科に進んだ。
心理学者として(戦前)
選科卒業後は、1924年に法政大学教授に就いた。1931年から1933年まで、岩波講座『教育科学』の編集者の一人として同書刊行にあたった。1933年、雑誌『教育』を創刊。1936年10月、保育問題研究会を設立。1937年5月18日教育科学研究会を組織。財団法人滝乃川学園教育部長なども兼務した。1937年の東北、北海道の冷害を留岡清男と視察。「生活綴方」批判を述べ、論議を呼んだ。
1940年12月、大政翼賛会組織局連絡部副部長に就任。その後、1941年4月に翼賛会を辞職。1944年6月、治安維持法違反容疑で拘束された（教科研事件）。1945年5月、証拠不十分で不起訴・釈放された。
太平洋戦争後
戦後は、北海道大学教育学部教授。1957年に北海道大学を定年退官し、北海道大学名誉教授となった。
1965年、ウズナーゼ心理学研究所を訪問し、ソビエトの教育に関して視察した。1971年、子どもの文化研究所所長に就任。東京文理科大学教授、工学院大学教授、中央大学教授、東洋大学教授、北星学園大学教授、国立教育研究所所長、北海道教育大学学長、正則高等学校校長。1985年に死去。

## 受賞・栄典
- 1968年：勲二等瑞宝章を受章[3][4]。

## 著作

### 論文
- 「心理學に於ける民族的研究の方法について」『心理研究』第12巻 5冊 (通巻 71号 1917)
- 「文化の改造と心理學」『心理研究』第17巻 4冊 (通巻 100号 1920)
- 「一般能力の過程に就て」『哲學雑誌』第35巻 401号 - 402号 (1920)
- 「ライプチヒの心理學會と現代心理學の傾向」『日本心理学雑誌』第1巻 3冊 (1923)
- 「心理學的認識の原理」『哲學雑誌』第39巻 454号 (1924)
- 「表現心理學の方法について」『日本心理學雑誌 第3巻 1冊 (1925)
- 「新カント學派としてのパウル・ナトルプの心理學に就て」『日本心理學雑誌』第3巻 2冊 (1925)
- 「形態心理學の形態」『心理學研究』 第1巻 (1926)
- 「児童に於ける特殊なる知能の問題」『心理學研究』第1巻 6号 (1926)
- 「精神と人間と文化-留岡君の批評に答ふ」『心理學研究』第2巻 1輯 (1927)
- 「知覺に於ける形態の表象と関係の判断」第2巻 2輯 (1927)
- 「感覚の概念に就いて」『心理學研究』第2巻 3輯 (1927)
- 「実践的判断と疑惑的方法：カント倫理学についての一考察」『哲學雑誌』 第43巻 500号 (1928)
- 「精神科學と社会科學-特に心理學と経済學との関係について」『法政大學論文集 (法政大學五十周年記念論文集)』第3巻 3号・4巻 1号合併号 (1928)
- 「精神科學と教育的弁証法」『教育論叢』第22巻 3号 (1929)
- 「形態心理學の誤謬」『哲學雑誌』第45巻 523号 (1930)
- 「獨逸に於ける二三の「教育科學概論」について」岩波講座『教育科学』別冊「教育」 (1931)
- 「プロレタリアの社會事業」『社會事業研究』第19巻 1号 (1931)
- 「意識の表現性精神的動作」『松本亦太郎博士在職25年記念 心理學及芸術の研究 上巻』　改造社 (1931)
- 「兒童の表現形態について 上下」『教育心理學』第6巻 (1931)
- 「哲学的人間學」岩波講座『哲学』 (1932)
- 「日本思想と生活心理學」『日本精神史論纂』第1巻、法政大學日本精神史學會編 (1932)
- 「現代の心理學と国語教育」『最近の心理學語教育の問題』 千葉春雄編 、厚生閣 (1932)
- 「言語と教育」『岩波講座教育科學・第16冊』岩波書店 (1933)
- 「社會的教育學」『岩波講座教育科學 第20冊』岩波書店 (1933)[注釈 7]
- 「動物心理學の問題と方法に就て」『動物心理學』 第1巻 1号 (1934)
- 「兒童研究と歴史の問題」『教育』 第3巻 4号 (1935)
- 「国語表現學」 『岩波講座国語教育 2. 国語教育の學的機構』 岩波書店 (1936)
- 「教育の科学的方法について」 『教育研究』 第444号 (1936)
- 「兒童學と精神発達論」 『教育』 第5巻 8号 (1937)
- 「生活學校巡礼」 『教育』 第5巻 10号 (1937)
- 「教育史観より見たる映画教育の意義」『映画教育』 (1937年11月 - 12月)
- 「形態心理學の問題」『中央公論』 第619号 (1939)
- 「敎育の科學的企劃性」『敎育科學研究』 創刊号 (1939)
- 「教育と科學」『最新日本教育學十二講』 文教書院 (1939)
- 「國民學校案は如何に實施さるべきか」 『敎育科學研究』 第2巻 1号 (1940)
- 「第二回全國敎・硏・協議會を迎ふるに當つて」 『敎育科學研究』 第2巻 7号 (1940)
- 「國民學校の精神を活かすために」『敎育科學研究』 第2巻 10号 (1940)
- 「敎育翼賛の道」『敎育科學研究』 第3巻 1号 (1941)
- 「児童心理学の問題と方法」『児童心理』 第1巻 1号 (1947)
- 「北大教育学部の構想」『北海道教育評論』 第3巻 7号 (1950)
- 「義務教育修了時における学力の調査一、二」 『教育統計』 第11号 - 第12号 (1951)
- 「学力の問題」『教育心理学研究』 第1巻 1号 (1953)
- 「選抜考査法の問題」『児童心理』 第7巻 12号 (1953)
- 「教育の産業革命-教育労働と教具との関係」『北海道視聴覚教育』 創刊号 (1953)
- 「教材・教具・指導力」『新しい教材』創刊号 (『北海道視聴覚教育』改題・通巻 17号 1955)
- 「ソ連及び中国における心理学の研究」『教育心理学研究』 第4巻 2号 (1956)
- 「文化心理学の方法論：意味の座標転換について」『中央大学大学部紀要』 第18号 (哲学科第6号 1959)
- 「教育心理学における文化の問題」『教育心理学研究』第9巻 1号 (1961)
- "Origin of Japanes Psychology and its Development", Psychologia, Vol. 4, No. 1, (1964)
- 「日本心理学史考-第二次大戦の終わるまで」『東洋大学社会学部紀要』 第4号 (1964)
- 「教科としての教育心理学の研究法について-特に教育の研究と教員の養成を問題として」 『教育心理研究』 第12巻 4号 (1964)
- 「人間科学としての心理学」『安倍三郎先生古希記念 現代心理学論集』明星大学心理学研究室 (1968)
- 「哲学から教育学へ-心理学を環として」『科学と思想』 第4号 (1972)
- 「教育心理学の問題と研究法」『教育心理学年報』 第18集 (1979)

### 著書
- 『文化と個性と教育』文教書院　1925
- 『心理学の問題』岩波書店　1926
- 『古代日本人の世界観 日本の言語と神話』岩波書店　1930
- 『心理学概説』岩波書店　1931
- 『現代心理学の主要問題』同文書院　1932
- 『国語表現学』賢文館　1935
- 『心理学史　現代哲学全集』日本評論社　1936
- 『生活技術と教育文化』賢文館　1939
- 『幼児教育論』賢文館　1939
- 『民生教育の立場から』西村書店　1940
- 『生活技術と教育文化』萬里閣　1946
- 『教育科学的論究』世界社　1948
- 『現代心理学 その問題史的考察』評論社　1950
- 『日本のカリキュラム』評論社　1950
- 『幼児の教育』福村書店　1950
- 『心理学と教育』国土社　1958
- 『教育原理論』国土社　1963
- 『心理学問題史』岩波書店　1968
- 『日本の教育計画』国土社　1970
- 『文化心理学の探究』国土社　1970
- 『教育科学七十年』北海道大学図書刊行会　1978
- 『何のための教育か学校か 子どもの幸せと日本の未来のために』情報センター出版局(Century press)　1980
- 『幼児教育への道』フレーベル館　1980
- 『教育心理学への反省と期待』教育出版　1981

### 共編著
- 『教育学辞典』(全5巻) 編、岩波書店 1936-1940
- 『新教育研究原語辞典』編、文民教育協会　1949
- 『実験心理学提要』(全2巻) 高木貞二共編、岩波書店 1951-1952
- 『体系教育心理学辞典』増田幸一・依田新・阪本一郎共編、岩崎書店 1952
- 『中学生の基礎学力』共著、東京大学出版会 1954
- 『私たちの生活百科事典 学生普及版 1 (家)』編、生活百科刊行会 1955
- 『教育科学の探究』砂沢喜代次共編、明治図書出版 1971

### 翻訳
- 『心理学概要』ナトルプ著、大村書店 1921

### 記念論集
- 『現代教育と創造性の開発 城戸幡太郎先生古稀記念会の記録』城戸幡太郎先生古稀祝賀会実行委員会　1964
- 『日本の教育科学』城戸幡太郎先生80歳祝賀記念論文集刊行委員会編　日本文化科学社　1976

## その他
- 城戸浩太郎（1926年 - 1958年、社会学者で東京学芸大学講師）[注釈 8]は子息[5]。

## 参考
- デジタル版日本人名大辞典: